# Enemigos íntimos
Enemigos íntimos és el tretzè disc de Joaquín Sabina creat conjuntament amb l'artista sud-americà Fito Páez.
Mesclat per Nigel Walker en Circo Beat Studio. Masteritzat a Sterling Sound per George Marino. Edició per Mario Brauer a l'estudi El Pie.

## Llista de cançons
1. "La vida moderna"
2. "Lazaro"
3. "Llueve sobre mojado"
4. "Tengo una muñeca que regala besos"
5. "Si volvieran los dragones"
6. "Cecilia"
7. "Delirium tremens"
8. "Yo me bajo en Atocha"
9. "Buenos Aires"
10. "Más guapa que cualquiera"
11. "Flores en su entierro"
12. "Hasta cuando?"
13. "La canción de los (buenos) borrachos"
14. "Enemigos íntimos"